# Neuer Wind im Alten Land: Gestrandet
Gestrandet ist ein deutscher Fernsehfilm von Esther Gronenborn aus dem Jahr 2024. Es handelt sich um den zweiten Filmbeitrag der ZDF-Reihe Neuer Wind im Alten Land mit Felicitas Woll als Journalistin Beke Rieper in der Hauptrolle. Die deutsche Erstausstrahlung erfolgte am 28. April 2024 im „ZDF-Herzkino“.

## Handlung
Nach dem erfolgreichen Porträt von Henning Beckmann in der Altländer Tageszeitung soll die bekannte Journalistin und Reporterin Beke Rieper einen Bericht von der neuen Funkanlage im Hafen berichten. Bei ihren Recherchen vor Ort stößt sie auf eine dort flüchtige blinde Passagierin, die auf einem norwegischen Frachter herkam. Beke fährt sie in die nächste Klinik, bemerkt aber, dass sie ihr Gedächtnis verloren hat und offenbar nicht sprechen kann. Bei der Autofahrt zur Klinik kann sie feststellen, dass sie auf Klassische Musik besonders reagiert und schlussfolgert, dass die junge Frau etwas mit Musik zu tun hat. Als diese dann später aus der Klinik flieht, nimmt Beke sie bei sich zu Hause auf und versucht, ihre wahre Identität aufzuspüren.

## Produktionsnotizen
Die Dreharbeiten für Gestrandet erstreckten sich zeitgleich mit der vorhergehenden Episode Beke wirbelt auf vom 14. September bis zum 13. November 2023. Die Produktion erfolgte durch die Real Film Berlin. Als Schauplätze dienten Jork und Elbmarschen.